# Emma Bejanian
Emma Bejanian (Armeens: Էմմա Բեջանյան) (Jerevan, 12 april 1984), beter bekend onder haar artiestennaam Emmy, is een Armeens zangeres. Ze vertegenwoordigde Armenië op het Eurovisiesongfestival 2011 in Düsseldorf, Duitsland. Het nummer waarmee ze naar Duitsland trok, heette Boom Boom. Ze overleefde de eerste halve finale niet, waardoor Armenië voor het eerst in de geschiedenis niet deelnam aan de finale. In 2007 en in 2010 deed Emmy ook al mee aan de Armeense preselectie.

## Singles
- Never be the same
- Crazy
- Karotum em

2006: André · 
2007: Hayko · 
2008: Sirusho · 
2009: Inga & Anush · 
2010: Eva Rivas · 
2011: Emmy · 
2013: Dorians · 
2014: Aram MP3 ·
2015: Genealogy ·
2016: Iveta Mukuchian ·
2017: Artsvik ·
2018: Sevak Chanagian · 
2019: Srbuk · 
2022: Rosa Linn · 
2023: Brunette · 
2024: Ladaniva · 
2025: Parg